# Ingrid Föst
Ingrid Föst, née le 9 novembre 1934 à Potsdam, est une gymnaste artistique est-allemande.

## Palmarès

### Championnats d'Europe
- Cracovie 1959
  -  médaille de bronze au saut de cheval
  -  médaille de bronze aux barres asymétriques
- Leipzig 1961
  -  médaille d'argent au saut de cheval
  -  médaille de bronze aux barres asymétriques
  -  médaille de bronze à la poutre
  -  médaille de bronze au concours général individuel